# Mahottari (district)

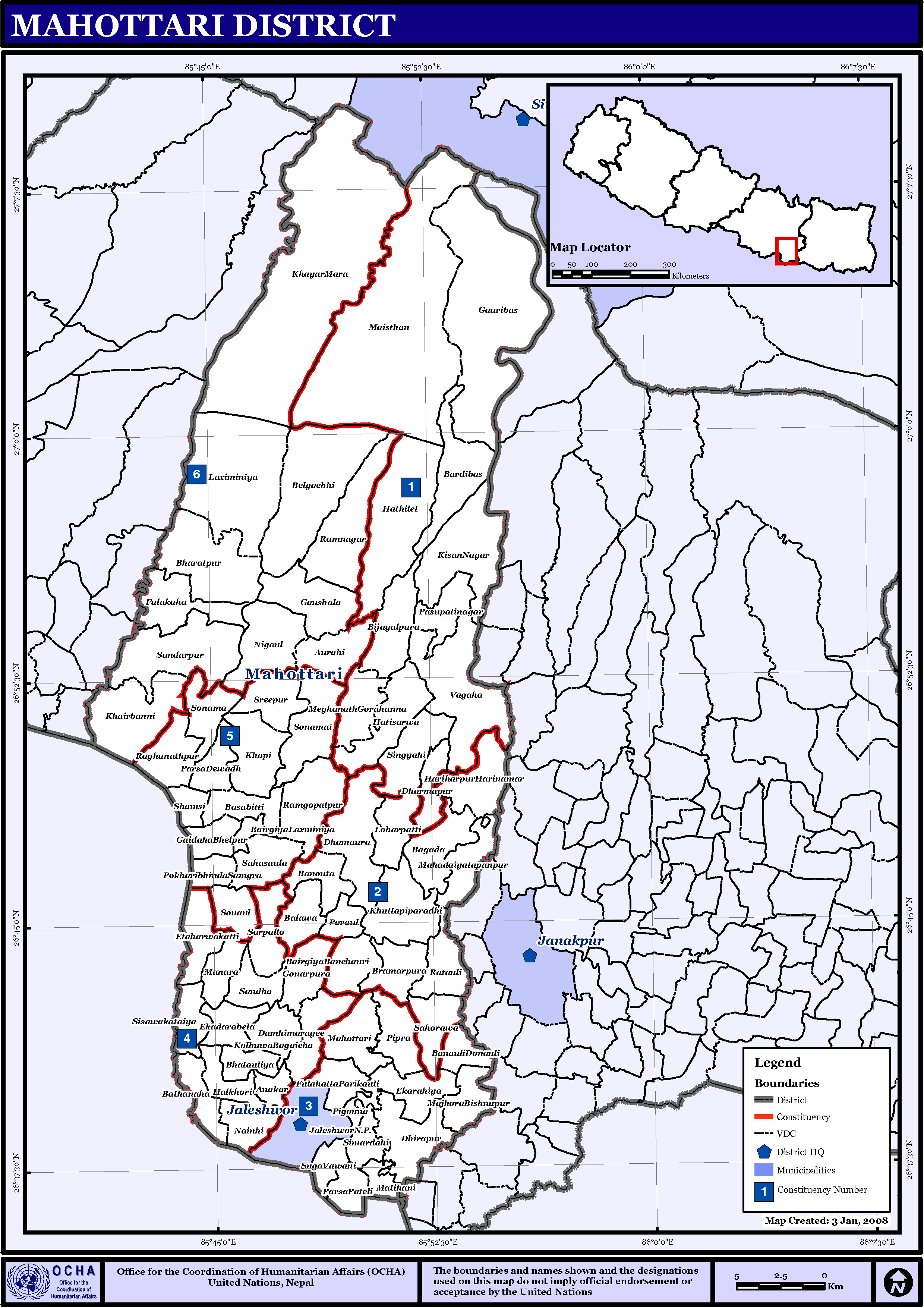
Kaart van Mahottari

Mahottari (Nepalees: महोत्तरी) is een van de 75 districten van Nepal. Het district is gelegen in de zone Janakpur en de hoofdstad is Jaleswar.

## Stedenendorpscommissies[2][3]
- Stad: Nepalees: nagarpalika of N.P.; Engels: municipality;
- Dorpscommissie: Nepalees: panchayat; Engels: village development committee of VDC.

- Steden (1): Jaleswar (of: Jaleshwor).
- Dorpscommissies (76): Anakar, Aurahi, Bagada, Bairgiya Banchuauri (of: Badiya Banchauri), Bairgiya Laxminiya, Balawa, Banauli Donauli, Banouta, Bardibas, Basabitti, Bathanaha, Belgachhi, Bharatpur, Bhatauliya, Bijayalpura, Bramarpura, Damihimarayee, Dhamaura, Dharampur (of: Dharmapur), Dhirapur, Ekadarabela, Ekarahiya, Etaharwakatti, Fulahatta Parikauli, Fulakaha, Gaidaha Bhelpur (of: Gaidha Bhetpur), Gauribas, Gaushala, Gonarpura, Halkhori, Hariharpur Harinamari, Hathilet, Hatisarwa, Khairbanni, Khayar Mara, Khopi, Khuttapiparadhi, Kisan Nagar, Kolhuwa Bagaicha, Laxminiya, Loharpatti, Mahadaiyatapanpur, Mahottari, Maisthan, Majhora Bishnupur, Manara, Matihani, Meghanath Gorahanna, Nainhi, Nigaul, Paraul, Parpa Pateli (of: Parsa Pateli), Parsa Dewadh, Pashupatinagar (of: Pasupatinagar), Pigouna, Pipra, Pokharibhinda Samgrarampur (of: Pokharibhinda Samgrampur), Raghunathpur, Ramgopalpur, Ramnagar, Ratauli, Sahasaula, Sahorawa, Sanamai (of: Sonamai), Sanaul (of: Sonaul), Sandha, Sarpallo, Shamsi, Shreepur, Simardahi, Singyahi, Sisawakataiya, Sonama, Suga Vawani, Sundarpur, Vagaha.

Achham · 
Arghakhanchi · 
Baglung · 
Baitadi · 
Bajhang · 
Bajura · 
Banke · 
Bara · 
Bardiya · 
Bhaktapur · 
Bhojpur · 
Chitwan · 
Dadeldhura · 
Dailekh · 
Dang · 
Darchula · 
Dhading · 
Dhankuta · 
Dhanusa · 
Dolkha · 
Dolpa · 
Doti · 
Gorkha · 
Gulmi · 
Humla · 
Ilam · 
Jajarkot · 
Jhapa · 
Jumla · 
Kailali · 
Kalikot · 
Kanchanpur · 
Kapilvastu · 
Kaski · 
Kathmandu · 
Kavrepalanchok · 
Khotang · 
Lalitpur · 
Lamjung · 
Mahottari · 
Makwanpur · 
Manang · 
Morang · 
Mugu · 
Mustang · 
Myagdi · 
Nawalparasi · 
Nuwakot · 
Okhaldhunga · 
Palpa · 
Panchthar · 
Parbat · 
Parsa · 
Pyuthan · 
Ramechhap · 
Rasuwa · 
Rautahat · 
Rolpa · 
Rukum · 
Rupandehi · 
Salyan · 
Sankhuwasabha · 
Saptari · 
Sarlahi · 
Sindhuli · 
Sindhulpalchok · 
Siraha · 
Solukhumbu · 
Sunsari · 
Surkhet · 
Syangja · 
Tanahu · 
Taplejung · 
Terhathum · 
Udayapur